# Lorentzen
Lorentzen település Franciaországban, Bas-Rhin megyében. Lakosainak száma 230 fő (2022. január 1.). Lorentzen Butten, Dehlingen, Diemeringen, Domfessel, Mackwiller és Vœllerdingen községekkel határos.

## Népesség
A település népességének változása:
| Lakosok száma | 211  | 229  | 240  | 241  | 246  | 246  | 240  | 235  | 230  |
|               | 2013 | 2015 | 2016 | 2017 | 2018 | 2019 | 2020 | 2021 | 2022 |